# Institut de Recerca Espacial Asher
L’Institut de Recerca Espacial Asher (en hebreu: מכון אשר לחקר החלל) és un centre de recerca israelià especialitzat dedicat a la recerca científica. El centre forma part de l'Institut Tecnològic d'Israel (Technion). El centre es troba en el Districte de Haifa.
L'institut Asher va ser establert el 1984. Els seus membres provenen de cinc facultats del Technion, i té un personal tècnic dels científics del Technion, en una varietat de camps relacionats amb l'espai (física, enginyeria aeroespacial, enginyeria mecànica, enginyeria elèctrica, automatització i ciències de la computació). L'institut Asher és un important centre de recerca espacial a Israel i està involucrat en el desenvolupament dels sistemes espacials basats en tecnologies avançades i innovadores, així com l'educació, mitjançant graus avançats.